# آنتونیو کارلوچو
آنتونیو کارلوچو (به ایتالیایی: Antonio Carluccio) سرآشپز ایتالیایی، رستوران‌دار و متخصص غذا است که در لندن زندگی می‌کند.
وی سرآشپزی ثروتمند و محبوب و صاحب رستوران‌های زنجیره‌ای کارلوچیو در بریتانیا، قطر، کویت و … است.
شبکه بی‌بی‌سی، سری برنامه «دو ایتالیایی پرخور» را ساخته که در آن کارلوچو همراه با دوست و همکارش جنارو کونتالدو آشپزی می‌کنند.